# Gisle Meininger Saudland
Gisle Meininger Saudland (* 8. Juli 1986 in Flekkefjord) ist ein norwegischer Politiker der rechten Fremskrittspartiet (FrP). Seit 2017 ist er Abgeordneter im Storting.

## Leben
Nach dem Abschluss der weiterführenden Schule im Jahr 2005, begann Saudland an der Universität Agder Staatswissenschaft zu studieren. Anschließend studierte er dort bis 2010 weitere Fächer, die er jedoch nicht abschloss. In den Jahren 2010 bis 2012 arbeitete er als Verkaufschef bei einem Autohändler, anschließend war er bis 2017 als Geschäftsleiter bei einem Baumarkt in Flekkefjord. Zwischen 2007 und 2015 saß er im Kommunalparlament dieser Gemeinde. Anschließend war er bis 2017 Mitglied im Fylkesting der damaligen Provinz Vest-Agder.
Saudland zog bei der Parlamentswahl 2017 erstmals in das norwegische Nationalparlament Storting ein. Dort vertritt er den Wahlkreis Vest-Agder und er wurde zunächst Mitglied im Energie- und Umweltausschuss. Im Januar 2020 ging er in den Arbeits- und Sozialausschuss über, im Februar 2021 kehrte er in den Energie- und Umweltausschuss zurück. Nach der Wahl 2021 wurde er erneut Mitglied im Arbeits- und Sozialausschuss. Im Mai 2024 gab er bekannt, dass er bei der Stortingswahl 2025 nicht erneut kandidieren werde. Er begründete dies damit, dass er nicht weiter zwischen Oslo und seiner Heimat pendeln wolle.
Im November 2024 berichtete die Aftenposten, dass gegen ihn ermittelt werde. Hintergrund war der Anfangsverdacht, dass er am Flughafen Oslo-Gardermoen geringe Mengen an illegalen Drogen eingeführt habe. Im Januar 2025 berichtete die Zeitung, dass es sich um 0,98 Gramm MDMA gehandelt habe.